# Hellraiser: Revelations
Hellraiser: Revelations (br.: Hellraiser: Revelações) é um filme de terror estadunidense de 2011, dirigido por Victor Garcia. É o nono filme da série cinematográfica Hellraiser e o primeiro baseado num roteiro original desde Hellraiser: Bloodline.
O filme foi produzido sob o risco da Dimension Films de perder os direitos sobre a franquia. O astro da série Doug Bradley desistiu de participar, sendo a primeira vez que não interpreta o vilão Pinhead. O lançamento foi em um único cinema e liberado para DVD em outubro de 2011.
As filmagens duraram três semanas em Los Angeles, pela Puzzlebox Films.

## Elenco
- Stephan Smith Collins...Pinhead
- Fred Tatasciore...voz de Pinhead/Steven sem face
- Steven Brand...Ross Craven
- Nick Eversman...Steven Craven
- Tracey Fairaway...Emma Craven
- Sebastien Roberts...Peter Bradley
- Devon Sorvari...Sarah Craven
- Sanny van Heteren...Kate Bradley
- Daniel Buran...Vagrant
- Jay Gillespie...Nico/Nico sem pele/Pseudo
- Jolene Andersen...Mulher Cenobita
- Jacob Wellman...Robert Ellen
- Sue Ann Pien...Hooker/Mulher sem face número 1
- Adel Marie Ruiz...mulher mexicana

## Sinopse
Steven Craven e Nico Bradley são dois amigos adolescentes que resolvem sair de casa sem dar explicações aos seus familiares. Eles cruzam a fronteira com o México e chegam à cidade de Tijuana, iniciando uma rotina de bebedeiras e farras com mulheres, até que ocorre um crime. Os dois fogem e depois desaparecem. A família e a polícia encontram um vídeo que os rapazes fizeram da viagem, mostrando Nico abrindo uma caixa quebra-cabeças num estranho ritual, nos quais aparecem seres misteriosos (identificados mais tarde como os Cenobitas). Um ano depois, as famílias se reúnem e enquanto conversam sobre o enigmático vídeo, a irmã de Steven, Emma, descobre a caixa e se sente atraída por ela. Logo depois aparece Steven, bastante doente e cansado. Ele diz que está sendo perseguido e as famílias procuram ajuda mas percebem que estão isoladas. Enquanto os outros tentam descobrir o que está acontecendo, Steven começa a agir de forma estranha e os coloca em perigo mortal.